# Turfmeersen
Turfmeersen is een natuurgebied dat is gelegen ten zuiden van de kom van de Oost-Vlaamse plaats Moerbeke, in de Moervaartdepressie.
Het reservaat meet 20 ha en wordt beheerd door Natuurpunt. Het gebied wordt doorsneden door de Moerloop, feitelijk een kreek. Kenmerkend is de kalkrijke ondergrond. Deze kalk ontstond doordat, na de IJstijd, een poel met kalkrijk water aanwezig was, waarin zich schelpdieren ophoopten.
Typerende planten zijnstijve zegge, scherpe zegge, zeegroene rus, lidsteng en penningkruid.
Tot de broedvogels behoren: slobeend, wintertaling en tureluur.